# Methanocorpusculaceae
En taxonomía, las Methanocorpusculaceae son una familia de arqueas metanógenas dentro Methanomicrobiales. Tiene solamente un género, Methanocorpusculum.  Las especies de Methanocorpusculum fue aisladas por primera vez de las aguas residuales de biodisgestores lodos de depuradora anaeróbicos.  En la naturaleza, viven en ambientes de agua dulce. A diferencia de muchas otras arqueas metanogénicas, no requieren altas temperaturas o concentraciones de sal extremas para vivir y crecer.

## Nomenclatura
El nombre Methanocorpusculaceae tiene raíces latinos. Significa familia de partículas que producen metano.

## Descripción y metabolismo
Las células de esta especie son cocos pequeños irregulares.  Son Gram-negativas y no muy móviles.  Reducen el dióxido de carbono en metano usando hidrógeno, pero también pueden usar formiato o alcoholes secundarios. No pueden usar acetato ni metilaminas.  Crecen más rápido a temperaturas de 30–40 °C.

## Otras lecturas

### Revistas científicas
- Judicial Commission of the International Committee on Systematics of Prokaryotes (2005). «The nomenclatural types of the orders Acholeplasmatales, Halanaerobiales, Halobacteriales, Methanobacteriales, Methanococcales, Methanomicrobiales, Planctomycetales, Prochlorales, Sulfolobales, Thermococcales, Thermoproteales and Verrucomicrobiales are the genera Acholeplasma, Halanaerobium, Halobacterium, Methanobacterium, Methanococcus, Methanomicrobium, Planctomyces, Prochloron, Sulfolobus, Thermococcus, Thermoproteus and Verrucomicrobium, respectively. Opinion 79». Int. J. Syst. Evol. Microbiol. 55 (Pt 1): 517-518. PMID 15653928. doi:10.1099/ijs.0.63548-0.
- Euzeby JP; Tindall BJ (2001). «Nomenclatural type of orders: corrections necessary according to Rules 15 and 21a of the Bacteriological Code (1990 Revision), and designation of appropriate nomenclatural types of classes and subclasses. Request for an Opinion». Int. J. Syst. Evol. Microbiol. 51 (Pt 2): 725-727. PMID 11321122.
- Rouviere P; Mandelco L; Winker S; Woese CR (1992). «A detailed phylogeny for the Methanomicrobiales». Syst. Appl. Microbiol. 15 (3): 363-371. PMID 11540078. doi:10.1016/S0723-2020(11)80209-2.
- Zellner G; Stackebrandt E; Messner P; Tindall BJ et al. (1989). «Methanocorpusculaceae fam. nov., represented by Methanocorpusculum parvum, Methanocorpusculum sinense spec. nov. and Methanocorpusculum bavaricum spec. nov». Arch. Microbiol. 151 (5): 381-390. PMID 2742452. doi:10.1007/BF00416595.
- Balch WE; Fox GE; Magrum LJ; Woses CR et al. (1979). «Methanogens: reevaluation of a unique biological group». Microbiol. Rev. 43 (2): 260-296. PMC 281474. PMID 390357.

### Bases de datos científicos
- PubMed
- PubMed Central
- Google Scholar